# Ellenotamo
L'ellenotamo (in greco antico: Ἑλληνοταμίας?, Ellenotamías) nell'antica Atene era il magistrato incaricato di amministrare il tesoro confederale della lega delio-attica.

## Storia
Gli ellenotami erano dieci magistrati (uno per ogni tribù di Atene) scelti dagli Ateniesi, forse per elezione, con l'incarico di ricevere i contributi degli stati alleati; erano quindi i principali magistrati finanziari ateniesi della lega delio-attica. Storicamente il primo cenno agli ellenotami risale all'anno 477 a.C., quando Atene, in conseguenza della condotta del generale spartano Pausania, aveva ottenuto il comando della lega delio-attica.

### A Delo
Il tributo pagato dai diversi stati, che era stato fissato in origine a 460 talenti, veniva inizialmente depositato a Delo, il luogo di incontro per le discussioni di tutti gli interessi comuni.
Senza dubbio gli ellenotami questo danaro non solo lo ricevevano, ma lo custodivano; la carica di ellenotamo era chiamata da Senofonte "Ellenomieia" (in greco antico: Ἑλληνομιεία?),,,.

### Ad Atene
La magistratura venne mantenuta anche dopo che la tesoreria, su proposta dei Samii, fu trasferita da Delo ad Atene nel 454-453 a.C.,.
Dal 453 a.C. gli alleati della lega delio-attica versarono le offerte votive alla tesoreria del tempio di Atena a Delo, e i contributi deliberati dall'assemblea della Lega, di solito destinati agli strateghi in guerra, furono usati per opere pubbliche, compresa la costruzione degli edifici dell'Acropoli).
Attorno al 411 a.C., a un collegio di venti Ellenotami fu data autorità sulla tesoreria statale di Atene, così come su quella della lega delio-attica.

### Abolizione
La magistratura degli ellenotami fu abolita dopo la conquista di Atene da parte dei Lacedemoni nel 404 a.C.; infatti, con la sconfitta ateniese nella guerra del Peloponneso, anche la lega delio-attica si dissolse.

## Studi sugli ellenotami
L'ufficio degli ellenotami non fu ripristinato dopo la restaurazione della democrazia; per questo motivo gli antichi storici ci hanno dato solo scarse informazioni riguardo alle funzioni e ai compiti degli ellenotami.
Lo studioso dell'antichità Philipp August Böckh, dall'esame delle epigrafi, ha dedotto che gli ellenotami probabilmente erano dieci in numero, estratti a sorte fra i membri dalla classe dei Pentacosiomedimni, come i tamiai (i "tesorieri degli altri dei"); Böckh inoltre ha concluso che gli ellenotami prendevano possesso del loro ufficio nel mese di Ecatombeone, ossia all'inizio dell'anno attico, nella prima pritania dopo le Panatenee.
Riguardo ai loro compiti, Böckh suppone che gli ellenotami rimasero tesorieri dei tributi pagati dagli alleati, e che avessero anche facoltà di spesa su questi fondi.
Nei primi tempi avrebbero utilizzato i fondi per pagare le spese di guerra della coalizione delio-attica, secondo lo scopo originario che aveva portato a istituire il fondo; ma poiché gli Ateniesi, col tempo, cominciarono a considerare quei fondi di loro esclusiva proprietà, gli ellenotami dovettero secondare questa pretesa utilizzandoli per il Teorico e per spese militari non pertinenti la coalizione, alimentando risentimenti nei loro confronti da parte degli alleati.